# Prova de Amor (telenovela)
Prova de Amor é uma telenovela brasileira produzida e exibida pela Record entre 24 de outubro de 2005 a 17 de julho de 2006 em 229 capítulos, substituindo Essas Mulheres e sendo substituída por Bicho do Mato. Foi a 3ª novela exibida pela emissora desde a retomada da dramaturgia em 2004, sendo também a terceira exibida no horário como "novela das sete". Foi escrita por Tiago Santiago, com a colaboração de Altenir Silva, Luiz Carlos Maciel, Anamaria Nunes e Maria Cláudia Oliveira, produção de Claudio Araujo, direção de Alexandre Avancini, Edgard Miranda e Vicente Barcellos com a direção geral de Alexandre Avancini. 
Inspirada na telenovela A Pequena Órfã (1968) da TV Excelsior, à espinha dorsal também foi adicionada a novela Sonho Meu da TV Globo, outras inspirações foram O Conde de Monte Cristo, Oliver Twist e O Príncipe e o Mendigo, esse último também inspirou a novela homônima produzida em 1972.
Conta com Lavínia Vlasak, Marcelo Serrado, Leonardo Vieira, Bianca Rinaldi, Heitor Martinez, Vanessa Gerbelli, Patrícia França e Renata Dominguez.

## Antecedentes
Após as duas primeiras telenovelas desde a retomada da dramaturgia – A Escrava Isaura e Essas Mulheres – terem sido gravadas em São Paulo, a emissora decidiu mover seu núcleo de teledramaturgia para o Rio de Janeiro, visando conseguir contratar mais atores para seu elenco, uma vez que a maioria deles morava na capital fluminense, já que a principal produtora televisa brasileira, a Rede Globo, era alocada na cidade. Em março de 2005 é comprado o complexo de estúdios que Renato Aragão utilizava para seus filmes desde 1999 por R$ 8 milhões e fundado, logo depois, o RecNov, polo de produção de novelas da Record, o que estrearia com Prova de Amor. O local contava com 45 mil m² de área total, dos quais 8 mil m² estavam construídas com quatro estúdios com equipamentos completos, representando uma expansão significativa em comparação ao estúdio paulista da emissora, que tinha apenas 600 m² e restringia a produção de mais cenários ou uma cidade cenográfica mais grandiosa.

## Produção
"Quero bater a Globo. A minha parceria com o diretor Alexandre Avancini, o investimento da Record, o elenco de estrelas e um enredo com atrativos para todas as idades me levam a pensar que isso é possível."

— O autor Tiago Santiago sobre as expectativas para a repercussão de Prova de Amor.
Prova de Amor foi aprovada em maio de 2005 para substituir Essas Mulheres. As primeiras gravações com os protagonistas em ambiente externo começaram em agosto. As cenas em estúdio com os demais núcleos tiveram as gravações iniciadas em 8 de setembro. Originalmente Tiago Santiago pensou em fazer um remake de A Pequena Órfã, escrita por Teixeira Filho em 1968 para a TV Excelsior, que contava a história de uma órfã que sofria maus-tratos da reitora do orfanato, porém o autor desistiu da ideia por considerá-la ultrapassada e fantasiosa demais para se passar em 2005, acreditando que se enquadraria apenas nos cinemas. Tiago então começou a desenvolver uma sinopse inédita, inspirando-se na telenovela para escrever a história de Nininha, porém focando no sequestro de crianças em vez de orfandade para poder incorporar um merchandising social.
Tiago usou como referência para a história dos gêmeos Ricardo e Eduardo um episódio de Você Decide do qual ele escreveu em 1996, intitulado "Pobre Menina Rica", que discorria sobre uma menina rica sequestrada e criada como pobre, além dos livros O Príncipe e o Mendigo, de 1881, e Oliver Twist, de 1837, que também tocavam no tema de crianças mau-tratadas e herdeiras de famílias ricas. Já para a história de Daniel o autor usou como inspiração o conto O Conde de Monte Cristo, de 1844, remetendo ao fato do personagem retornar em busca de vingança após sete anos. Já o perfil de Diana como uma investigadora empoderada e independente foi inspirado na personagem Katy Mahoney da serie estadunidense Dama de Ouro. O investimento para a telenovela – desde a compra do RecNov até a estruturação de novos equipamentos e cenários – custaram à emissora R$ 50 milhões. Cada capítulo teve o orçamento avaliado em R$ 120 mil, o maior da emissora até então. A produção fixa da trama envolvia 220 profissionais, além dos atores. Prova de Amor foi aprovada para ter 143 capítulos iniciais e, caso tivesse boa repercussão, poderia chegar a 197, porém devido aos números altos de audiência teve mais 32 capítulos, finalizando em 229 capítulos.

### Escolha do elenco
Patrícia França e Bianca Rinaldi foram as primeiras reservadas para a novela à pedido do próprio autor. Lavínia Vlasak já havia sido convidada anteriormente para A Escrava Isaura e Essas Mulheres, porém recusou ambas serem gravadas em São Paulo, aceitando o papel em Prova de Amor após a teledramaturgia da emissora mudar-se para o Rio de Janeiro. Convidado para interpretar o protagonista Daniel, Fábio Assunção recusou. Leonardo Vieira foi convidado na sequência e aceitou, porém teve que desistir após torcer o pé pouco tempo antes das primeiras gravações. Carmo Dalla Vecchia, Bruno Ferrari, Ângelo Paes Leme e Cláudio Heinrich fizeram os testes para o papel, porém não se adequaram ao que a direção queria, sendo decidido então realocar Marcelo Serrado, que até então interpretaria o antagonista Lopo, para o posto de protagonista. Para não deixar Leonardo fora da trama após ter assinado com a emissora, o ator foi escalado novamente, mas como o antagonista principal da trama, que gravaria as primeiras cenas apenas um mês depois do casal de protagonistas.
Nathália Timberg foi convidada para o papel de Maria Eduarda, mas a atriz decidiu aceitar o convite para a minissérie JK, sendo o personagem passado para Ittala Nandi. Marina Miranda foi escalada para a novela após a direção se comover com o apelo da atriz no programa Sônia e Você sobre estar sem emprego há anos. Renata Dominguez foi convidada para protagonizar Bicho do Mato, sucessora de Prova de Amor, e teve que deixar a trama antes do fim, indo ao ar suas últimas cenas em 20 de março, quando a personagem tinha um prematuro desfecho viajando para fora do país temendo as ameaças do irmão contra seu filho recém-nascido.
O ator Nil Neves foi inicialmente anunciado para uma participação como outro personagem. Neves, que viveria um detetive, interpretou Dr. Saturgildo, advogado assssinado por Lopo para incriminar Daniel. Já o comediante Tiririca foi escalado para uma participação como o malandro Perereca, cunhado de Padilha, mas devido a conflitos de agenda, recusou o convite e o personagem acabou descartado.

## Enredo

### Primeira fase
Em 1998, no Rio de Janeiro, a bióloga Clarice Luz (Lavínia Vlasak) e o advogado recém-formado Daniel Avelar (Marcelo Serrado) formam um casal apaixonado que planejam se casar e construir uma família. No entanto, os planos do casal são atrapalhados por Vítor Lopo Júnior (Leonardo Vieira), um playboy mau-caráter e obcecado por Clarice, sua namorada de adolescência, que nunca foi capaz de aceitar o término do relacionamento. Para afastar Daniel de Clarice, Lopo comete uma série de crimes para incriminá-lo, entre eles o assassinato do Dr. Saturgildo Pereira (Nil Neves), um famoso advogado carioca. Daniel é acusado do crime e sentenciado a vários anos de prisão, sendo preso no dia do seu casamento, para o desespero de Clarice, que descobre estar grávida dele. Em sua defesa, estão Diana Alba (Patrícia França), uma policial linha dura e ex-namorada de Daniel, com quem ainda mantém uma grande amizade, e seu melhor amigo Alexandre (Déo Garcez), um competente juiz recém-formado. Apesar de todas as alegações, Daniel é preso e sofre horrores na prisão, já que Lopo suborna presidiários para matá-lo lá dentro. Em um desses atentados, Daniel salva a vida de Amadeus (Antônio Pompeo), um homem rico que também foi preso injustamente. Os dois se tornam amigos, porém Amadeus acaba falecendo, doando antes todos os seus bens para Daniel e convencendo-lhe a fugir da prisão e começar uma nova vida, assumindo a identidade como Flávio Alencar. 
Daniel consegue fugir da prisão, avisando apenas Clarice e sua família de sua nova identidade. Lopo descobre o paradeiro de seu rival, e junto de seus cúmplices Gerião (André Segatti) e Murilão (Sérgio Abreu), novamente atenta contra a vida de Daniel, que sem saída, resolve simular a própria morte. Enquanto isso, Clarice dá a luz a menina Mariana, apelida de Nininha (Júlia Maggessi), que cresce cercada pelo amor da família, mas longe do pai, que sofre por não poder vê-la.
Paralelamente, há a história da médica obstetra Joana (Bianca Rinaldi), que é casada com o fotógrafo Filipe (Heitor Martinez), vive com o marido e a mãe Maria Eduarda (Ittala Nandi), e está há a espera de gêmeos que se chamam Ricardo e Eduardo (Pedro Malta). Joana entra em trabalho de parto no próprio hospital onde trabalha, sofrendo durante o processo. Ela acaba sendo vítima da maldade  de Guide (Priscilla Rozenbaum), uma enfermeira, que aceita ajudar a amiga Elza (Vanessa Gerbelli), roubando um dos bebês e fingindo que este morreu. Elza é uma mulher perturbada e ambiciosa, que sofre de esquizofrenia, não podendo ver brinquedos pois tem alucinações com seu falecido padrasto, seu Ferreira. Apesar de detestar crianças, Elza pretende usar o bebê para aplicar o golpe do baú num político corrupto, conhecido como "Vampirão".  Joana entra em desespero e acaba entrando em depressão, pois tem certeza que seu filho não está morto e foi roubado por Guide, que por sua vez entra em coma após um atropelamento, que a deixa impedida de confessar o crime, e morre pouco tempo depois. Ela passa a dedicar todo o amor ao bebê que restou, Eduardo, mas não desiste de encontrar seu outro filho, Ricardo.

### Segunda fase
Em 2005, Clarice e Daniel permanecem se encontrando às escondidas, mas continuam sob o cerco de Lopo e da polícia. Diana, mesmo apaixonada e muito amiga de Daniel, não pode ir contra a lei, e este sentimento acaba interferindo em seu relacionamento com Júlio (Jorge Pontual), seu colega de trabalho na delegacia, que não acredita na inocência de Daniel. Quando Nininha completa oito anos, Lopo e seus companheiros sequestram a menina, que é entregue aos cuidados de Elza e seu companheiro, o gago Pestana (Luiz Henrique Nogueira). Elza finge cuidar de crianças carentes, mas na verdade, as sequestra e as explora. Ricardo ganhou o nome de Joãozinho e sonha em fugir dali para encontrar sua verdadeira família, unindo-se a Nininha e as outras crianças, Tita (Shaila Arsene) e Zezinho (Diego Francisco), para isso. Certo dia, Joãozinho acaba conhecendo Eduardo, o Dudu, seu irmão gêmeo, e os dois resolvem trocar de lugar, o que causa muita confusão na família, mas só deixa Joana com mais certeza de que seu filho não morreu.
Já Nininha, cansada dos mal tratos de Elza, acaba fugindo da megera, e perdida nas ruas, acaba se escondendo na casa de Velho Gui (Rogério Fróes), um idoso de bom coração que conserta brinquedos e adora ler poesia. Os dois desenvolvem uma relação de muito amor e carinho, sem notar que ele é seu avô, pai de sua mãe Clarice, velho Gui passa a proteger a menina das maldades da criminosa Elza. Os dois sequer desconfiam que o laço que os une é muito mais forte do que pensam, e só deixará a menina mais próxima de reencontrar sua família. 
Enquanto isso, Daniel está disposto a tudo para provar sua inocência e recuperar a vida que foi arruinada por Lopo, contando com a ajuda da família e de seus amigos. O vilão permanece obcecado por Clarice, e ao longo da trama, une-se ao chefão do tráfico Miro das Candongas (Perfeito Fortuna) para aumentar seu poder, o que o torna inimigo pessoal de Diana, que deseja colocar a quadrilha na cadeia. Além de Daniel, Lopo passa a prejudicar a vida do irmão dele, o salva-vidas Rafael (Cláudio Heinrich), que apaixona-se por sua irmã, Patrícia (Renata Dominguez), por quem o vilão nutre um misto de ódio e ciúme doentio. Quem mais sofre com as atitudes de Lopo é seu pai, o rico farmacêutico Dr. Vitor Lopo (Paulo Figueiredo), que nunca superou a morte da esposa, Cacilda (Nádia Lippi), e costuma ter visões com ela, fato esse do qual Lopo se aproveita para interditar o pai e assumir suas empresas. Outra vítima de Lopo é a jovem Lúcia (Jéssica Sodré), filha do cômico taxista Padilha (André Mattos) e de Marília (Maria Ceiça), vizinhos do velho Gui, que vai trabalhar em sua mansão, e seduzida por ele, Lúcia acaba engravidando do vilão, que a rejeita e a humilha, ela se apaixona por Jonas, amigo e integrante da Banda de Gabriel Avelar (Théo Becker), o outro irmão de Daniel, que passa a assumir a paternidade de Conrado,filho de Lucia, isso que só aumenta a lista de pessoas que o odeiam e querem vê-lo pagar por seus crimes.
Nas últimas semanas, Lopo é assassinado misteriosamente por um X9, um informante que contém contato com criminosos, infiltrados na polícia, mas seu espírito continua perturbando todos os personagens. No último capítulo é revelado que Chicão, foi quem matou Lopo Júnior, por estar interessado na grana da herança de Lopo.

## Elenco
| Intérprete             | Personagem                                        |
| ---------------------- | ------------------------------------------------- |
| Lavínia Vlasak         | Clarice Luz                                       |
| Marcelo Serrado        | Daniel Avelar / Flávio Alencar                    |
| Leonardo Vieira        | Vitor Lopo Júnior (Lopo / Vitinho)                |
| Bianca Rinaldi         | Drª. Joana Martins Pena Marinho                   |
| Heitor Martinez        | Filipe Marinho                                    |
| Vanessa Gerbelli       | Elza Socorro                                      |
| Patrícia França        | Detetive Diana Alba                               |
| Jorge Pontual          | Detetive Júlio Ladeira                            |
| Renata Dominguez       | Patrícia Lopo (Paty)                              |
| Cláudio Heinrich       | Rafael Avelar (Rafa)                              |
| Ricardo Pereira        | Dr. Marco Aurélio Antunes                         |
| Ricardo Pereira        | Marco Antônio Antunes (Toni)                      |
| Cláudia Alencar        | Tereza Avelar (Tetê)                              |
| Raul Gazolla           | Carlos Eduardo Avelar (Cadu)                      |
| Esther Góes            | Beatriz Luz                                       |
| Paulo Figueiredo       | Dr. Vitor Lopo                                    |
| Ittala Nandi           | Maria Eduarda Martins Pena                        |
| Fernanda Nobre         | Janice Luz                                        |
| Maria Ribeiro          | Raquel Miranda                                    |
| Theo Becker            | Gabriel Avelar (Gábi)                             |
| Rogério Fróes          | Guilherme da Silva (Velho Gui)                    |
| Luiz Henrique Nogueira | Vicente Pestana (Pestana / Gago)                  |
| André Segatti          | Gerião Correia                                    |
| André Mattos           | Ariosvaldo Padilha (Padilha)                      |
| Maria Ceiça            | Marília Padilha                                   |
| Roberto Pirillo        | Dr. Hélio Nereu                                   |
| Déo Garcez             | Dr. Alexandre Herculano (Xande)                   |
| Helena Xavier          | Alice Pena (Tia Mágica)                           |
| Marina Miranda         | Vó Zita                                           |
| Jéssica Sodré          | Lúcia Padilha                                     |
| Maurício Ribeiro       | Jonas Cordeiro                                    |
| Sérgio Abreu           | Murilão                                           |
| Daniel Andrade         | Detetive Francisco Santos (Chicão)                |
| Érika Faccini          | Detetive Telma                                    |
| Ana Paula Tabalipa     | Detetive Luísa Campos                             |
| Marcelo Picchi         | Estanislau Creonte Carvalho (Carvalho / Vampirão) |
| Perfeito Fortuna       | Waldomiro Marquez (Miro das Candongas)            |
| Anna Markun            | Eleonora                                          |
| Augusto Vargas         | Dr. Saulo Garcia                                  |
| Rogério Fabiano        | Dr. Leandro Vaz                                   |
| Guilherme Boury        | Nobru                                             |
| Louise D'Tuani         | Luana                                             |
| Andressa Suita         | Adriana                                           |
| Rafael Zulu            | Bira                                              |
| Andreas Avancini       | Pepê                                              |
| Bernardo Castro Alves  | Cleto                                             |
| Renata Paschoal        | Enfª. Adelaide                                    |
| Carla Cristina Cardoso | Gegê                                              |
| Márcia Kaplun          | Elisa                                             |
| Danilo Ribeiro         | Detetive Tibério Fialho                           |
| Marise Gonçalves       | Inocência                                         |
| Júlia Maggessi         | Mariana Luz Avelar (Nininha)                      |
| Pedro Malta            | Eduardo Martins Pena Marinho (Dudu)               |
| Pedro Malta            | Ricardo Martins Pena Marinho / Joãozinho          |
| Shaila Arsene          | Cristina Ferraz (Tita)                            |
| Diego Francisco        | José Leonardo de Sousa (Zezinho)                  |
| Vitor de Andrade       | Celso Padilha                                     |
| Ana Eliza Oliveira     | Vânia Padilha                                     |

### Participações especiais
| Ator/Atriz          | Personagem                        |
| ------------------- | --------------------------------- |
| Márcio Garcia       | Paulo Sérgio Barros Vidal (Barão) |
| Adriana Garambone   | Drª. Estela Garcia                |
| Nádia Lippi         | Cacilda Lopo                      |
| Felipe Folgosi      | Dr. Baltazar Matoso               |
| Raquel Nunes        | Iolanda Ferraz                    |
| Valquíria Ribeiro   | Valéria de Sousa                  |
| Priscilla Rozenbaum | Enfª. Guide                       |
| André Di Mauro      | João Bonforte                     |
| Antônio Pompeo      | Dr. Amadeus Santoro               |
| Sílvia Bandeira     | Lola                              |
| Luma Costa          | Nanda                             |
| Juliana Alves       | Sheila                            |
| Marcello Melo Jr.   | Ernesto                           |
| Nanda Ziegler       | Gigi                              |
| Babu Santana        | Tá Ligado                         |
| Malu Galli          | Samanta                           |
| Antônio Fragoso     | Dirceu                            |
| Gabriel Gracindo    | Detetive Carlos                   |
| Nil Neves           | Dr. Saturgildo Ferreira           |
| Sônia Clara         | Carla Santoro                     |
| Gorete Milagres     | Margarete                         |
| Roberto Frota       | Seu Ferreira                      |
| Maria Gladys        | Mãe da Elza                       |
| Ticiane Pinheiro    | Madu                              |
| Maria Pompeu        | Ana                               |
| Daniel Marinho      | Barroso                           |
| Christovam Neto     | Gibi                              |
| Paulo Vespúcio      | Casca Grossa                      |
| Luka Ribeiro        | Monstrão                          |
| Renato Roney        | Pit                               |
| Murilo Elbas        | Pregão                            |
| Marcelo Assumpção   | Durão                             |
| Paulo Gustavo       | folião no carnaval                |
| Jitman Vibranovski  | juiz no caso de Daniel            |
| Letícia Medina      | falsa Nininha[carece de fontes?]  |
| Nando Cunha         | pipoqueiro[carece de fontes?]     |
| Luiz Nicolau        | assaltante                        |
| Beatriz Segall      | ela mesma                         |
| Lucélia Santos      | ela mesma                         |
| Marcos Mion         | ele mesmo                         |
| Ana Rosa            | ela mesma                         |
| Paloma Duarte       | ela mesma                         |
| Almir Sater         | ele mesmo                         |
| Lauro César Muniz   | ele mesmo                         |
| Ana Hickmann        | ela mesma                         |
| Kelly Key           | ela mesma                         |

## Trilha sonora
A trilha sonora reuniu canções apenas em português, trazendo Lavínia Vlasak e Marcelo Serrado ilustrando a capa do álbum. Marcos Vip Antonucci ficou responsável por selecionar as canções que faziam parte do álbum, apostando em medalhões da MPB, tendo ainda a produção artística de Daniel Figueiredo.
Lista de faixas
| N.º | Título                                             | Música                  | Personagem                 | Duração |  |
| 1.  | "O Barquinho"                                      | Karla Sabah             | Abertura                   | 03:18   |  |
| 2.  | "Mar e Sol"                                        | Gal Costa               | Rafa e Paty                | 05:28   |  |
| 3.  | "With You"                                         | Kyle Wyley e Yasmin     | Daniel e Clarice           | 03:51   |  |
| 4.  | "O Nosso Amor a Gente Inventa (Estória Romântica)" | Twiggy Vilela e Dr. Sin | Lopo                       | 03:41   |  |
| 5.  | "Marcas na Areia"                                  | Theo Becker             | Gábi                       | 02:59   |  |
| 6.  | "Eu Sei Que Ela"                                   | Cidade Negra            | Diana e Júlio              | 03:29   |  |
| 7.  | "Mulher"                                           | Elba Ramalho            | Teresa                     | 04:38   |  |
| 8.  | "Eu te Amo"                                        | Fafá de Belém           | Joana e Filipe             | 04:13   |  |
| 9.  | "Amor"                                             | Ivan Lins               | Clarice e Daniel           | 03:51   |  |
| 10. | "Tocando em Frente"                                | Maria Bethania          | Velho Gui                  | 03:22   |  |
| 11. | "Coração Insano"                                   | Karime Haals            | Elza                       | 03:39   |  |
| 12. | "A Dois Passos do Paraíso"                         | Banda Catedral          | Locação: "Praia"           | 03:39   |  |
| 13. | "Herdeiros do Futuro"                              | Toquinho                | Dudu e Joãozinho (Ricardo) | 02:33   |  |
| 14. | "O Pincel e O Criador"                             | Sérgio Reis             | Nininha                    | 03:59   |  |
| 15. | "Se a Gente Grande Soubesse"                       | Kades Singers & Adair   | Crianças                   | 02:48   |  |
| 16. | "Palavras, Silêncios"                              | Zeca Baleiro e Fagner   | Raquel                     | 04:22   |  |
| 17. | "Ninguém te Amou Assim"                            | Rosanah Fienngo         | Beatriz                    | 04:45   |  |
| 18. | "Começo, Meio e Fim"                               | Simony                  | Janice                     | 03:47   |  |
| 19. | "Na Linha e Na Lei"                                | Rita Lee e Dadi         | Xande                      | 02:49   |  |
| 20. | "Eu não Sou de Vacilar"                            | Sombrinha               | Padilha                    | 03:23   |  |

Outras canções não incluídas
- "Certas Coisas" - Lulu Santos (tema de Janice)
- "História de Un Amor" - Alexandre Arez (tema de Dr. Vitor)
- "Agora Só Falta Você" - Camila Titinger (tema de Paty)

## Repercussão

### Recepção da crítica
Prova de Amor recebeu críticas positivas dos profissionais especializados. Rodrigo Cardoso da revista Isto É Gente publicou uma matéria intitulada "O sucesso de Lavínia Vlasak" falando que a troca de emissora foi acertada para a atriz não só por conquistar o posto de protagonista, mas também pela trama da Record ter se tornado um "sucesso" e que não perdia nada para o "padrão Globo de qualidade". O jornalista ainda publicou uma segunda reportagem intitulada "O fracasso de Fernanda Lima", onde notava a baixa audiência da concorrente, Bang Bang, em comparação à boa repercussão de Prova de Amor. O portal RD1 declarou que a trama seguia a abordagem "folhetinesca" clássica e listou cinco motivos principais para o sucesso desta, incluindo o alto investimento na teledramaturgia, a aposta em atores já conhecidos do público, a trama policial e a temática social.

### Reação da equipe e público
"As pessoas comentam sobre a novela em todo lugar. Estamos conseguindo destaques nas primeiras páginas. Isso só aconteceu com uma novela fora da Globo: Pantanal. Isso nos dá a consciência de que temos de manter o padrão"

— Leonardo Vieira sobre o sucesso da novela.
Apesar da boa repercussão das duas telenovelas anteriores, Prova de Amor conquistou maiores índices de audiência e uma grande repercussão com o público que, segundo a imprensa, não se via em uma telenovela fora da Rede Globo desde Pantanal, na Rede Manchete em 1990, surpreendendo até mesmo a equipe, como Cláudia Alencar, que alegou acreditar no projeto, mas imaginava que a trama ia demorar alguns meses para se popularizar, embora no primeiro mês já fosse reconhecida nas ruas como Teresa. Leonardo Vieira notou que o sucesso fora da Rede Globo era visto como tabu até então e que havia um "sabor especial" em conquistar uma abertura do mercado para outras produções: "Não é lugar-comum falar na abertura de mercado, é uma realidade. É fácil fazer sucesso na Globo, as pessoas estão acostumadas a sintonizar a tevê na emissora, e eles têm uma inegável qualidade. Somos vencedores por fazer sucesso fora".
Em 26 de janeiro de 2006 a equipe ganhou uma festa da emissora para comemorar o feito em ter conquistado o primeiro lugar na audiência em 21 de janeiro. Os atores da novela também passaram a ser cercado por admiradores em busca de fotos e autógrafos, fato que raramente acontecia em produções de outras emissoras. Durante uma gravação no Pão de Açúcar, na capital carioca, Marcelo Serrado, Lavínia Vlasak e Fernanda Nobre foram cercados por pessoas que interditavam as escadarias do local aos gritos. O sucesso de Prova de Amor, unido ao fato da boa repercussão anteriormente de A Escrava Isaura, fez com que a emissora promovesse Tiago Santiago à diretor de teledramaturgia, além de continuar como autor futuro.

## Audiência

### Exibição original
Prova de Amor estreou com 13 pontos de audiência e picos de 15, representando três a mais que o primeiro capítulo de Essas Mulheres e um a mais que seu final. Em 23 de novembro a novela atingiu picos de 18 pontos, ficando à apenas três de Bang Bang, da Rede Globo, que enfrentava intensa dificuldade para se estabelecer devido ao bom desempenho de Prova de Amor. No Recife, em 12 de janeiro, a novela atingiu 28 pontos e e 45,6% dos televisores ligados, a maior audiência da emissora desde a década de 1980. Em 14 de janeiro de 2006 a trama chegou a 22 pontos. Na semana seguinte, em 18 de janeiro, um novo recorde foi batido em São Paulo, quando a trama chegou a 20 pontos de média e picos de 25, apresentando 32% dos televisores ligados e conquistando a liderança contra o Jornal Nacional, da Rede Globo, com quatro pontos de vantagem, por 8 minutos. Em 7 de março, marcou uma média de 13 pontos contra 16 da mexicana Rebelde, no SBT, perdendo a vice-liderança durante 5 minutos, embora na média geral do horário a novela da Record tenha fechado com com 17 pontos ante 13 da terceira colocada.
O último capítulo marcou uma média de 23 pontos de média e picos de 29, representando um aumento de três pontos em relação ao desfecho de A Escrava Isaura, considerada a trama de maior sucesso da emissora desde a reestruturação da teledramaturgia. Prova de Amor teve média geral de 17 pontos, a maior da teledramaturgia moderna da emissora e batendo o recorde de novela mais assistida da emissora desde A Escrava Isaura.

### Reprises
Primeira reprise
Reestreou com 8 pontos, porém, ao longo de sua exibição, oscilou entre 3 e 4 pontos de média.
Segunda reprise
No capítulo de estreia a trama marcou apenas 3,7 pontos de média, herança do programa anterior que apresentava baixa repercussão. Ao longo de agosto a audiência da novela foi crescendo, estabilizando-se em médias entre 8 e 9 pontos, chegando a ficar à apenas um ponto do primeiro lugar. Em 15 de janeiro de 2016, a trama conquistou a liderança do horário contra o Vídeo Show, da Rede Globo, com 8 pontos e picos de 10.
O feito foi repetido em 4 de fevereiro, quando Prova de Amor atingiu à 11 pontos com picos de 12 e 24% de participação. O penúltimo capítulo também conseguiu chegar ao primeiro lugar com 9 pontos. O último capítulo conquistou 8 pontos com picos de 9, garantindo a vice-liderança. A guinada durante a exibição de Prova de Amor foi notada pela imprensa como um exemplo de insistência e confiança em um bom produto.
Terceira reprise
O primeiro capítulo cravou 6,7 pontos, ficando na vice-liderança isolada. O segundo capítulo cravou 5,2 pontos. Em suas duas primeiras segundas-feiras, a novela anotou um índice de 5,8 pontos, representando um crescimento de 25% na faixa contra as dez primeiras segundas de Belaventura que anotaram 4,5 pontos. Em 27 de agosto chega pela primeira vez aos 7 pontos de média, algo que não era visto desde a reprise de Escrava Mãe. Em 16 de setembro cravou 7,1 pontos. Em 18 de outubro cravou 7,4 pontos. Em 7 de dezembro cravou 8,2 pontos. O último capítulo cravou 4,7 pontos. Teve média geral de 5,9 pontos, elevando os índices da faixa vespertina.

## Reprises
A novela foi reprisada pela primeira vez entre 4 de agosto de 2008 e 15 de maio de 2009 em 196 capítulos, durante as tardes da Record de segunda a sexta-feira, inicialmente ás 15h e posteriormente ás 17h15, sendo substituída por Bicho do Mato, sua sucessora original.
Foi reprisada pela segunda vez entre 27 de julho de 2015 a 10 de maio de 2016 em 203 capítulos, abrindo a faixa de reprises fixas nas tardes da emissora às 15h junto com Dona Xepa, substituindo o horário do Programa da Tarde e sendo substituída por Amor e Intrigas.
Foi reprisada pela terceira vez de 17 de maio de 2021 a 7 de março de 2022, em 208 capitulos ás 15h15, substituindo Belaventura e sendo substituída por Chamas da Vida. Não foi exibida em 28 de junho devido a transmissão de um plantão jornalístico sobre a morte de Lázaro Barbosa e em 24 de dezembro de 2021 devido a programação da véspera de Natal, exibindo nesse horário o filme Jesus de Nazaré.

## Prêmios e indicações
| Ano  | Prêmio                       | Categoria                  | Recebido por                     | Resultado | Ref.   |
| ---- | ---------------------------- | -------------------------- | -------------------------------- | --------- | ------ |
| 2005 | Troféu APCA                  | Revelação masculina        | Tiago Santiago                   | Venceu    | [ 72 ] |
| 2006 | Prêmio Contigo!              | Melhor Novela              | Prova de Amor                    | Indicado  | [ 73 ] |
| 2006 | Prêmio Contigo!              | Melhor Autor               | Tiago Santiago                   | Indicado  | [ 73 ] |
| 2006 | Prêmio Contigo!              | Melhor Atriz               | Lavínia Vlasak                   | Indicado  | [ 73 ] |
| 2006 | Prêmio Contigo!              | Melhor Atriz               | Bianca Rinaldi                   | Indicado  | [ 73 ] |
| 2006 | Prêmio Contigo!              | Melhor Ator                | Heitor Martinez                  | Indicado  | [ 73 ] |
| 2006 | Prêmio Contigo!              | Melhor Atriz Coadjuvante   | Renata Dominguez                 | Indicado  | [ 73 ] |
| 2006 | Prêmio Contigo!              | Melhor Atriz Coadjuvante   | Vanessa Gerbelli                 | Indicado  | [ 73 ] |
| 2006 | Prêmio Contigo!              | Melhor Ator Coadjuvante    | Leonardo Vieira                  | Indicado  | [ 73 ] |
| 2006 | Prêmio Contigo!              | Melhor Par Romântico       | Bianca Rinaldi e Heitor Martinez | Indicado  | [ 73 ] |
| 2006 | Prêmio Contigo!              | Melhor Par Romântico       | Lavínia Vlasak e Marcelo Serrado | Indicado  | [ 73 ] |
| 2006 | Prêmio Contigo!              | Melhor Figurino            | César Dante                      | Indicado  | [ 73 ] |
| 2006 | Prêmio Contigo!              | Melhor Atriz Infantil      | Júlia Maggessi                   | Indicado  | [ 73 ] |
| 2006 | Prêmio Contigo!              | Melhor Ator Infantil       | Pedro Malta                      | Venceu    | [ 73 ] |
| 2006 | Prêmio Extra de Televisão    | Melhor Novela              | Prova de Amor                    | Indicado  | [ 74 ] |
| 2006 | Prêmio Extra de Televisão    | Melhor Atriz Coadjuvante   | Vanessa Gerbelli                 | Indicado  | [ 74 ] |
| 2006 | Prêmio Extra de Televisão    | Melhor Ator/Atriz Infantil | Júlia Maggessi                   | Indicado  | [ 74 ] |
| 2006 | Prêmio Arte Qualidade Brasil | Melhor Novela              | Prova de Amor                    | Indicado  | [ 75 ] |
| 2006 | Prêmio Arte Qualidade Brasil | Melhor Autor               | Tiago Santiago                   | Indicado  | [ 75 ] |
| 2006 | Prêmio Arte Qualidade Brasil | Melhor Ator                | Marcelo Serrado                  | Indicado  | [ 75 ] |
| 2006 | Prêmio Arte Qualidade Brasil | Melhor Diretor             | Alexandre Avancini               | Indicado  | [ 75 ] |